# 비지 낙 아웃
비지 낙 아웃(B.G. Knocc Out, 본명: Al Hasan Naqiyy)은 미국의 갱스터 랩퍼이다.

## 생애
Eazy-E의 히트싱글 앨범 'Real Muthafuckin G's'에 참여했다.현재 데프잼 소속이다.